# بروس هاتشيسون
بروس هاتشيسون هو كاتب وصحفي كندي، ولد في 5 يونيو 1901 في أونتاريو في كندا، وتوفي في 14 سبتمبر 1992 في فيكتوريا في كندا.

## وصلات خارجية
- بروس هاتشيسون على موقع IMDb (الإنجليزية)
- بروس هاتشيسون على موقع قاعدة بيانات الفيلم (الإنجليزية)